# Осінчук Володимир Григорович
Осінчук Володимир Григорович (1943 — 21 грудня 2008) — кандидат педагогічних наук, професор, упродовж багатьох років очолював кафедру фізичного виховання та спорту Львівського національного університету імені Івана Франка.

## Біографічні відомості
За успіхи в педагогічній роботі нагороджений знаком «Відмінник освіти України».

## Наукова діяльність
В. Осінчук — автор понад 100 наукових і науково-методичних робіт та базових програм для студентів вищих навчальних закладів III-IV рівнів акредитації, комплексної програми розвитку фізичної культури та спорту в системі освіти Львівщини.
Основні праці:
- Російсько-український словник з фізичної культури і спорту / За ред. В. Г. Осінчука, І. К. Попеску. — Львів: Світ, 1993. — 308 с.
- Левків Л. В., Осінчук В. В., Осінчук В. Г. Актуальні питання до формування фізкультурної освіти студентів//Актуальні проблеми організації фізичного виховання студентської та учнівської молоді Львівщини: Матер. ІІ регіон. наук.-практ. конф. — Львів: ЛДФЕІ, 2003. — С.85-86.
- Магльований А. В., Осінчук В. Г., Юхницький Б. В. Концептуальні основи формування валеологічної освіти (здорового способу життя) в сучасних умовах // Матеріали 1-ї Міжнародної науково-практичної конференції «Роль фізичної культури в здоровому способі життя». — Львів: ЛДМУ, 1997. — С.3-5.
- Левків Лілія, Володимир Осінчук Особливості проведення пропаганди фізичної культури серед студенток, що займаються в секції з шейпінгу // Матер. ІІІ Всеукр. наук.-практ. конф. «Теоретико-методичні основи організації фізичного виховання молоді». — Львів: Видавничий центр ЛНУ імені Івана Франка, 2010. — С. 236—244.
- Осінчук В. Г. Анкета: фізична культура і я (для дітей молодшого шкільного віку) / В. Г. Осінчук, Є. Н. Приступа, М. В. Данилевич. — Л. : [б. в.], 1995. — 4 с.